# Volta ao Táchira
A Volta ao Táchira é uma competição ciclista profissional disputada em território venezuelano desde 1966. Originalmente enquadrado apenas em estradas do estado Táchira, mas que se foi estendendo até estados circunvecinos (Mérida, Trujillo, Barinas, Zulia entre outros), e em ocasiões até rotas por Colômbia, no Norte de Santander.
Tradicionalmente a maior rivalidade neste evento apresentou-se entre equipas da Venezuela e Colômbia, conquanto num par de oportunidades a vitória foi para ciclistas da antiga União Soviética.
São particularmente famosas as tradicionais etapas do circuito das avenidas Espanha e 19 de abril da cidade de San Cristóbal, as etapas de montanhas com metas em Mérida e o Monte El Cristo (Capacho).

## Palmarés
| Ano  | Vencedor                  | Segundo                  | Terceiro              |
| ---- | ------------------------- | ------------------------ | --------------------- |
| 1966 | Martín Emilio Rodríguez   | Victor Leguizamón        | Gliserio Penagos      |
| 1967 | Gustavo Rincón            | Severo Hernández         | Jairo Cruz            |
| 1968 | Martín Emilio Rodríguez   | Severo Hernández         | Javier Suárez         |
| 1969 | Álvaro Pachón             | Hernando Gómez           | Nicolas Reidtler      |
| 1970 | Álvaro Pachón             | Pablo Hernández          | Miguel Samacá         |
| 1971 | Martín Emilio Rodríguez   | Nicolas Reidtler         | Luis Gabino Rosales   |
| 1972 | Miguel Samacá             | Rafael Antonio Niño      | Fabio Acevedo         |
| 1973 | Santos Bermúdez           | Nicolas Reidtler         | Cirilo Correa         |
| 1974 | Álvaro Pachón             | Juan Morales             | Carlos Siachoque      |
| 1975 | Fernando Fontes           | Nicolas Reidtler         | Sergei Morosow        |
| 1976 | Fernando Fontes           | Nicolas Reidtler         | Efraín Pulido         |
| 1977 | José Patrocinio Jiménez   | Nicolas Reidtler         | Luis Enrique Murillo  |
| 1978 | Efraín Rodríguez          | José Patrocinio Jiménez  | Plinio Casas          |
| 1979 | José Duaxt                | Viktor Okolelov          | Arcadio Méndez        |
| 1980 | Epifanio Arcila           | Manuel Ignacio Gutiérrez | Fabio Navarro         |
| 1981 | Carlos Siachoque          | Aleksandr Gusyatnikov    | Fabio Parra           |
| 1982 | Ramazan Galaletdinov      | Jorge Orozco             | Enrique Campos        |
| 1983 | Mario Medina              | Martín Ramírez           | Aleksandr Krasnov     |
| 1984 | Carlos Alba               | Aleksandr Kulikov        | Leonid Arkhipov       |
| 1985 | José Lindarte             | Fernando Correa          | Elio Villamizar       |
| 1986 | Eduardo Alonso            | José Lindarte            | Samuel Villamizar     |
| 1987 | Elio Villamizar           | Fernando Correa          | Pedro Mora            |
| 1988 | Viatcheslav Ekimov        | Luis Barroso Gómez       | Mario Medina          |
| 1989 | Luis Felipe Moreno Torres | José Villamizar          | Viatcheslav Ekimov    |
| 1990 | José Vicente Díaz         | Augusto Triana           | Alexis Méndez         |
| 1991 | Ángel Camargo             | Juan Carlos Rosero       | Chepe González        |
| 1992 | Luis Barroso Gómez        | Josué López              | Santiago Amador       |
| 1993 | Leonardo Sierra           | José Ibáñez              | Omar Pumar            |
| 1994 | Alexis Méndez             | Carlos Maya              | Edinel Figueroa       |
| 1995 | Carlos Maya               | Rónald Bermúdez          | Omar Pumar            |
| 1996 | Raúl Gómez Suárez         | Giovanni Vargas          | Omar Pumar            |
| 1997 | César Salazar             | Argiro Zapata            | Hernán Darío Muñoz    |
| 1998 | Julio Blanco              | Álvaro Lozano            | Robinson Merchán      |
| 1999 | Aldrin Salamanca          | Fredy González           | Vladimir Forero       |
| 2000 | Noel Vasquez              | Carlos Maya              | Omar Pumar            |
| 2001 | Noel Vasquez              | Carlos Maya              | Aldrin Salamanca      |
| 2002 | Freddy Vargas             | Noel Vasquez             | José Rujano           |
| 2003 | Hernán Darío Muñoz        | Carlos Maya              | Yeison Delgado        |
| 2004 | José Rujano               | Fredy González           | Carlos Maya           |
| 2005 | José Rujano               | José Chacón Díaz         | Carlos Maya           |
| 2006 | Manuel Medina             | José Serpa               | Hernán Buenahora      |
| 2007 | Hernán Buenahora          | Manuel Medina            | Jackson Rodríguez     |
| 2008 | Manuel Medina             | Yeison Delgado           | José Alirio Contreras |
| 2009 | Rónald González           | Tomás Gil                | Jonathan Monsalve     |
| 2010 | José Rujano               | José Alarcón             | Noel Vasquez          |
| 2011 | Manuel Medina             | Carlos Becerra           | Noel Vasquez          |
| 2012 | Jimmy Briceño             | Rónald González          | Manuel Medina         |
| 2013 | Yeison Delgado            | José Chacón Díaz         | Carlos Gálviz         |
| 2014 | Carlos Gálviz             | Juan Murillo             | Jhonathan Camargo     |
| 2015 | José Rujano               | Juan Murillo             | Yeison Delgado        |
| 2016 | Joseph Chavarría          | Jorge Abreu              | Yosvangs Rojas        |
| 2017 | Yonathan Salinas          | Jimmy Briceño            | Jhorman Flores        |
| 2018 | Pedro Gutiérrez           | Rónald González          | Rafael Medina         |
| 2019 | Jimmy Briceño             | Luis Mora                | Yonathan Salinas      |
| 2020 | Rionel Campos             | Juan José Ruiz           | Kevin Rivera          |
| 2021 | Rionel Campos             | Óscar Sevilla            | Danny Osorio          |
| 2022 | Rionel Campos             | Eduin Becerra            | Didier Merchán        |
| 2023 | José Alarcón              | Juan José Ruiz           | Juan Diego Alba       |
| 2024 | Jonathan Caicedo          | Juan José Ruiz           | Nelson Camargo        |
| 2025 | Eduin Becerra             | Jorge Abreu              | José Alarcón          |

### Mais vitórias gerais
| Ciclista         | Vitórias | Anos                   |
| ---------------- | -------- | ---------------------- |
| José Rujano      | 4        | 2004, 2005, 2010, 2015 |
| Martín Rodríguez | 3        | 1966, 1968, 1971       |
| Álvaro Pachón    | 3        | 1969, 1970, 1974       |
| Manuel Medina    | 3        | 2006, 2008, 2011       |
| Fernando Fontes  | 2        | 1975, 1976             |
| Noel Vásquez     | 2        | 2000, 2001             |
| Jimmy Briceño    | 2        | 2012, 2019             |

## Palmarés por países
| País            | Vitórias |
| --------------- | -------- |
| Venezuela       | 32       |
| Colômbia        | 19       |
| União Soviética | 2        |
| Costa Rica      | 1        |
| Cuba            | 1        |

## Equipas ganhadoras
| Equipa                         | Vitórias | Edições                                                                              |
| ------------------------------ | -------- | ------------------------------------------------------------------------------------ |
| Lotería del Táchira            | 17       | 1978 1979 1983 1984 1985 1987 1994 1995 1997 1998 1999 2000 2001 2009 2012 2013 2017 |
| Selecção Nacional da Colômbia  | 9        | 1970 1971 1972 1974 1977 1981 1990 1991 1996                                         |
| Selle Italia                   | 5        | 1992 1993 2003 2004 2005                                                             |
| Gobernación del Zulia          | 5        | 2006 2007 2008 2010 2011                                                             |
| Clube Martell                  | 3        | 1973 1975 1976                                                                       |
| Gobernación de Mérida          | 1        | 2015                                                                                 |
| Nestle-Giant-Courtyard Marriot | 1        | 2016                                                                                 |